# Iniciativa sobre Mercados Globais
A Iniciativa sobre Mercados Globais (IGM, sigla do inglês Initiative on Global Markets) é um centro de pesquisa da Escola de Negócios Booth da Universidade de Chicago nos Estados Unidos. A iniciativa apoia pesquisas originais sobre comércio internacional, mercados financeiros e políticas públicas. A IGM é mais famosa pelas pesquisas semanais que realiza através seu Painel de Especialistas em Economia, um grupo de 51 economistas importantes de universidades dos Estados Unidos e que tem vindo a representar qual é o consenso acadêmico sobre questões relevantes na matéria. A IGM também organiza e patrocina conferências.